# Hautecour (Jura)
Hautecour és un municipi francès situat al departament del Jura i a la regió de Borgonya - Franc Comtat. L'any 2007 tenia 165 habitants.

## Demografia

### Població
El 2007 la població de fet de Hautecour era de 165 persones. Hi havia 76 famílies de les quals 16 eren unipersonals (8 homes vivint sols i 8 dones vivint soles), 44 parelles sense fills i 16 parelles amb fills.
La població ha evolucionat segons el següent gràfic:
Habitants censats

### Habitatges
El 2007 hi havia 114 habitatges, 77 eren l'habitatge principal de la família, 36 eren segones residències i 1 estava desocupat. 104 eren cases i 10 eren apartaments. Dels 77 habitatges principals, 69 estaven ocupats pels seus propietaris i 8 estaven llogats i ocupats pels llogaters; 2 tenien dues cambres, 4 en tenien tres, 21 en tenien quatre i 50 en tenien cinc o més. 67 habitatges disposaven pel capbaix d'una plaça de pàrquing. A 37 habitatges hi havia un automòbil i a 39 n'hi havia dos o més.

### Piràmide de població
La piràmide de població per edats i sexe el 2009 era:
| Homes | Edats   | Dones |
| ----- | ------- | ----- |
| 0     | 95 o +  | 0     |
| 0     | 90 a 94 | 0     |
| 0     | 85 a 89 | 0     |
| 0     | 80 a 84 | 0     |
| 8     | 75 a 79 | 4     |
| 8     | 70 a 74 | 4     |
| 4     | 65 a 69 | 4     |
| 4     | 60 a 64 | 16    |
| 4     | 55 a 59 | 0     |
| 8     | 50 a 54 | 0     |
| 4     | 45 a 49 | 8     |
| 16    | 40 a 44 | 8     |
| 4     | 35 a 39 | 4     |
| 8     | 30 a 34 | 16    |
| 4     | 25 a 29 | 0     |
| 0     | 20 a 24 | 0     |
| 4     | 15 a 19 | 4     |
| 12    | 10 a 14 | 12    |
| 4     | 5 a 9   | 4     |
| 0     | 0 a 4   | 4     |

## Economia
El 2007 la població en edat de treballar era de 106 persones, 77 eren actives i 29 eren inactives. De les 77 persones actives 73 estaven ocupades (37 homes i 36 dones) i 4 estaven aturades (2 homes i 2 dones). De les 29 persones inactives 16 estaven jubilades, 8 estaven estudiant i 5 estaven classificades com a «altres inactius».

### Ingressos
El 2009 a Hautecour hi havia 85 unitats fiscals que integraven 200 persones, la mediana anual d'ingressos fiscals per persona era de 20.089 €.

### Activitats econòmiques
Dels 5 establiments que hi havia el 2007, 2 eren d'empreses de fabricació d'altres productes industrials, 1 d'una empresa de construcció, 1 d'una entitat de l'administració pública i 1 d'una empresa classificada com a «altres activitats de serveis».
Dels 2 establiments de servei als particulars que hi havia el 2009, 1 era un taller de reparació d'automòbils i de material agrícola i 1 fusteria.

## Poblacions més properes
El següent diagrama mostra les poblacions més properes.